# Pinkpop 1995
Pinkpop 1995 vond plaats op 4 en 5 juni 1995. Het was de 26e editie van het Nederlands muziekfestival Pinkpop en de achtste in Landgraaf. Er waren ongeveer 49.000 bezoekers. De band Throwing Muses stond op het programma maar viel uit.

## Optredens

### zondag
- Rocking Kolonia: Type O Negative, The Jayhawks, Sick of It All, Del Amitri, Dog Eat Dog, Teenage Fanclub, Osdorp Posse, Heideroosjes.

### maandag
- noordpodium: Danzig, Slash's Snakepit, Bad Religion, G.Love & Special Sauce, Heather Nova, Hootie & The Blowfish, Dave Matthews Band
- zuidpodium: Sinéad O'Connor, Levellers, Faith No More, Biohazard, The Tragically Hip, Rollins Band, Bettie Serveert, Live, Van Dik Hout, Shane MacGowan & The Popes, dEUS, Spearhead, Pete Droge.